# Демофило
Демо̀фило (на испански: Demófilo), литературен псевдоним на Антонио Мачадо Алварес, е испански фолклорист.
Роден е през 1848 година в Сантяго де Компостела в семейството на професор по естествени науки в Севилския университет. Израства в Севиля, където учи философия и право, след което работи като преподавател и юрист. Развива активна дейност в събирането на фолклорни материали, ръководи издаването на поредица сборници с народно творчество и публикува първия сборник с фламенко песни. Негови синове са известните поети Мануел Мачадо и Антонио Мачадо.
Демофило умира на 4 февруари 1893 година в Севиля.